# Euptychia pseudocleophes
Euptychia pseudocleophes är en fjärilsart som beskrevs av Miller 1976. Euptychia pseudocleophes ingår i släktet Euptychia och familjen praktfjärilar. Inga underarter finns listade i Catalogue of Life.